# 圣欧拉利娅-德留普里梅尔
圣欧拉利娅-德留普里梅尔（西班牙語：Santa Eulalia de Riuprimer）是西班牙加泰罗尼亚巴塞罗那省的一个市镇。总面积14平方公里，总人口1231人（2013年），人口密度89人/平方公里。